# Nenê Constantino
Constantino de Oliveira, conhecido como Nenê Constantino (Patrocínio, 8 de agosto de 1931), é um empresário brasileiro do setor de transportes. Também é pai de Constantino Jr. e Henrique Constantino.
Juntamente com seus filhos, é dono do Grupo Comporte, composto pelas empresas: Expresso União, Viação Piracicabana, Princesa do Norte, Breda, Empresa Cruz, Penha, Metrô BH, entre outras.
Em 2008, a revista americana Forbes divulgou que a fortuna de Nenê Constantino e sua família era de mais de cinco bilhões de dólares.

## Biografia
Nenê Constantino nasceu em uma família humilde na cidade de Patrocínio, Minas Gerais, e não concluiu o primário. Quando menino, ajudava o tio trabalhando na lavoura e vendendo verduras na rua.
Aos 18 anos de idade entrou no ramo de transporte de passageiros após levar uma carga de manteiga de Paracatu,  MG, para o Recife e, ao buscar o que trazer de volta para encher o caminhão, recebeu a sugestão de levar passageiros. Colocou uma placa de “Rio-São Paulo” no caminhão e transportou um grupo no pau de arara para a Região Sudeste. Logo depois abandonou o transporte de cargas e se dedicou ao de passageiros, passando a comprar partes de empresas de ônibus em dificuldades.
Em 1994 dividiu os negócios entre os filhos. Em 2000, tinha a maior frota de ônibus do país e uma das maiores do mundo: aproximadamente 6 mil ônibus, transportando 1,2 milhões de passageiros por dia.

## Controvérsias
Em 2001, o INSS investigou as companhias de ônibus da família e calculou dívidas de cerca de 240 milhões de reais. Outra polêmica envolvendo o empresário foi seu nome constar em cadastro de empregador que explora trabalho escravo, em uma fazenda que era sócio.
Em setembro de 2009, foi acusado de ser o mandante do assassinato de oito pessoas, entre as quais o líder comunitário Márcio Leonardo de Sousa Brito.  Foi também acusado, após a Operação Aquarela, da Polícia Federal, de integrar um esquema para burlar as normas do sistema financeiro brasileiro, com a ajuda do político do Distrito Federal Joaquim Roriz. O escândalo provocou a renúncia de Roriz ao mandato no Senado, em 2007.
Constantino já fôra indiciado como mandante da morte de outro morador da localidade, Tarcísio Gomes Ferreira, sete meses antes.
Em março de 2012, passou a cumprir prisão domiciliar. Em agosto, o Superior Tribunal de Justiça revogou a prisão, mas determinou recolhimento domiciliar noturno e em fins de semana.
Em 11 de maio de 2017, o Tribunal do Júri de Taguatinga, DF, condenou-o pelo assassinato de Brito a 16 anos e seis meses de prisão e a uma multa de 84 mil reais.  Foi a primeira vez que o crime, cometido em 2001, foi a julgamento. Apesar do resultado, por causa da idade avançada, não deve ir para a prisão.
Foi também julgado e absolvido da tentativa em 2008 de homicídio de seu ex-genro, Eduardo Queiroz Alves, inocentado em 16 de agosto de 2015.